# Список растений, занесённых в Красную книгу Калмыкии
В списке указаны все растения, вошедшие в Красную книгу Республики Калмыкия, по состоянию на 2010 год. Знак * обозначает виды, занесённые в Красную книгу Российской Федерации (1999).
Категории имеют следующие обозначения:
0 — вероятно исчезнувшие
1 — исчезающие виды
2 — редкие и малочисленные виды
3 — потенциально уязвимые виды
4 — виды неопределённого статуса
5 — восстанавливаемые или восстанавливающиеся виды

## Отдел Папоротникообразные

### Класс Многоножков Семейство Сальвиниевые — Salviniaceae
- - Сальвиния плавающая — Salvinia natans (L.) All. 2* Заросли сальвинии плавающей

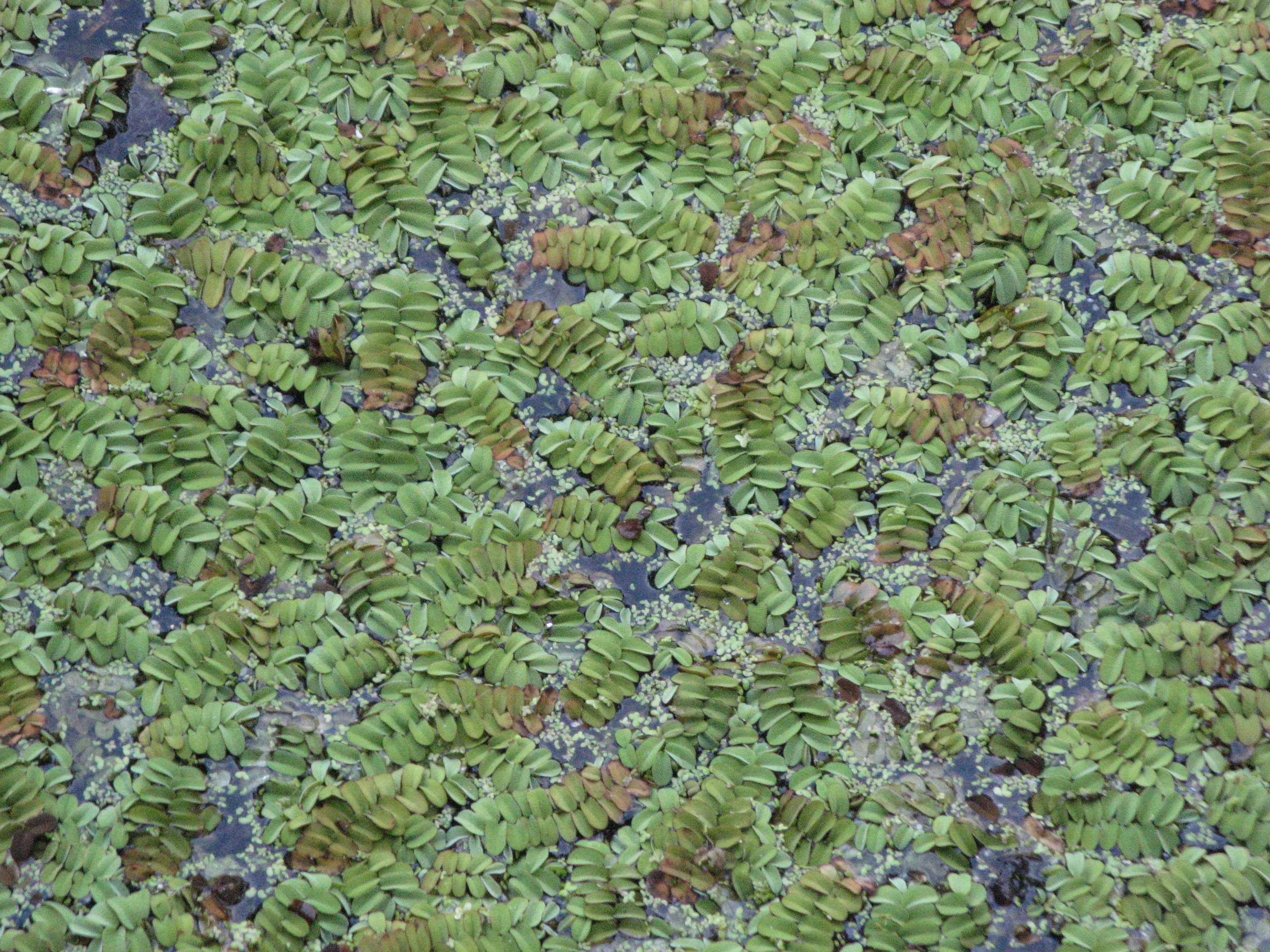
Заросли сальвинии плавающей

## Отдел Хвощевидные

### Класс Хвощевые
- Семейство Хвощевые 
  - Хвощ зимующий — Equisetum hyemale L. 3
  - Хвощ ветвистый — Equisetum ramosissimum Desf 3

## Отдел Голосеменные

### Класс Гнетовые
- Семейство Эфедровые — Ephedraceae 
  - Эфедра двухколосковая — Ephedra distachya L. 1 Эфедра двухколосковая

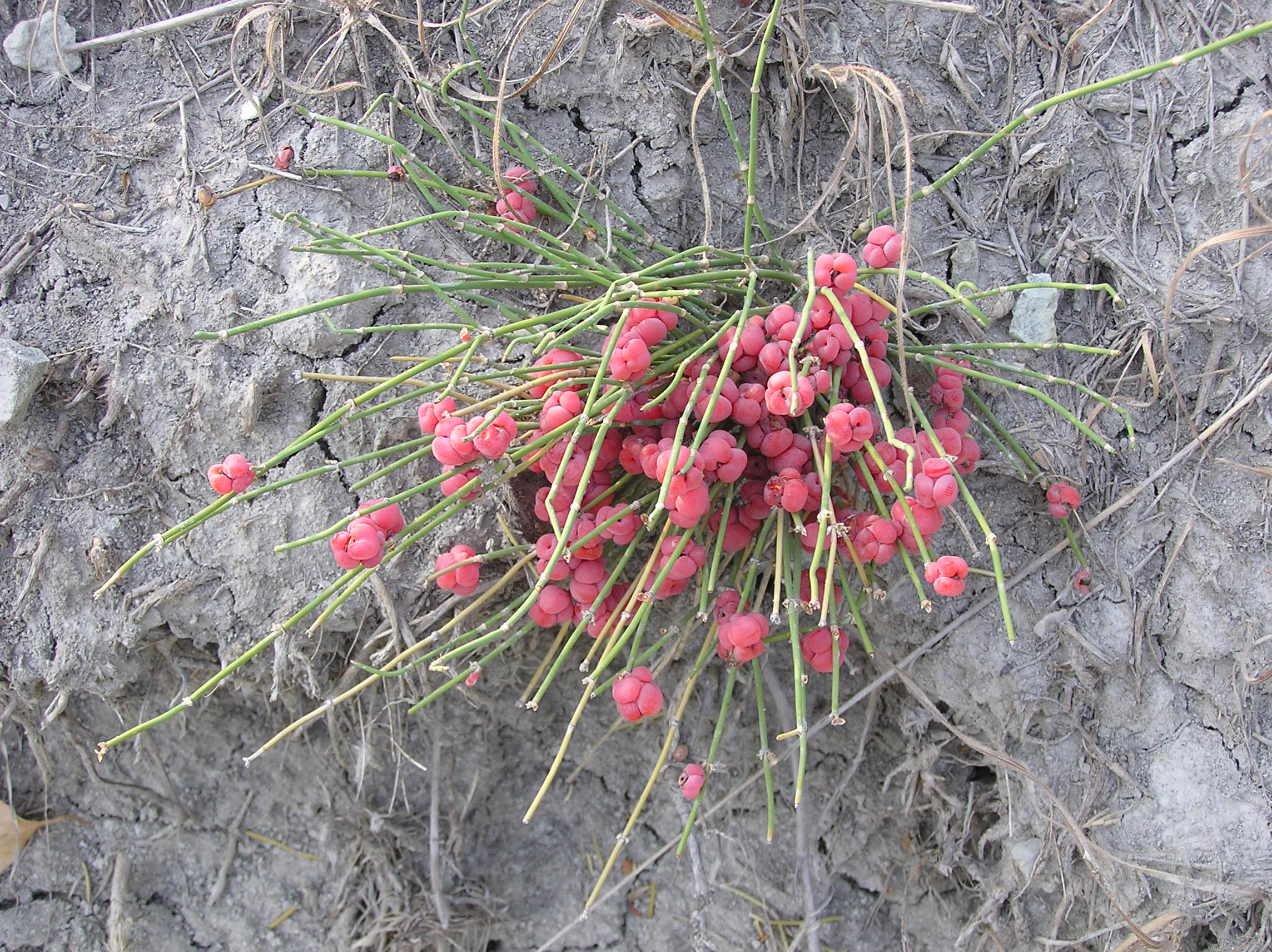
Эфедра двухколосковая

## Отдел Покрытосеменные

### Класс Однодольные
- Семейство Частуховые — Alismataceae 
  - Стрелолист трёхлистный — Sagittaria trifolia L. 3
- Семейство Луковые — Alliaceae 
  - Лук каспийский — Allium caspium (Pall.) Bieb. 2
  - Лук прочноодетый — Allium firmotunicatum Fomin 3
  - Лук неравный — Allium inaequale Janka 3
  - Лук яйлинский — Allium jajlae Vved. 2
  - Лук Пачосского — Allium paczoskianum Tuzs. 2 Лук Пачосского

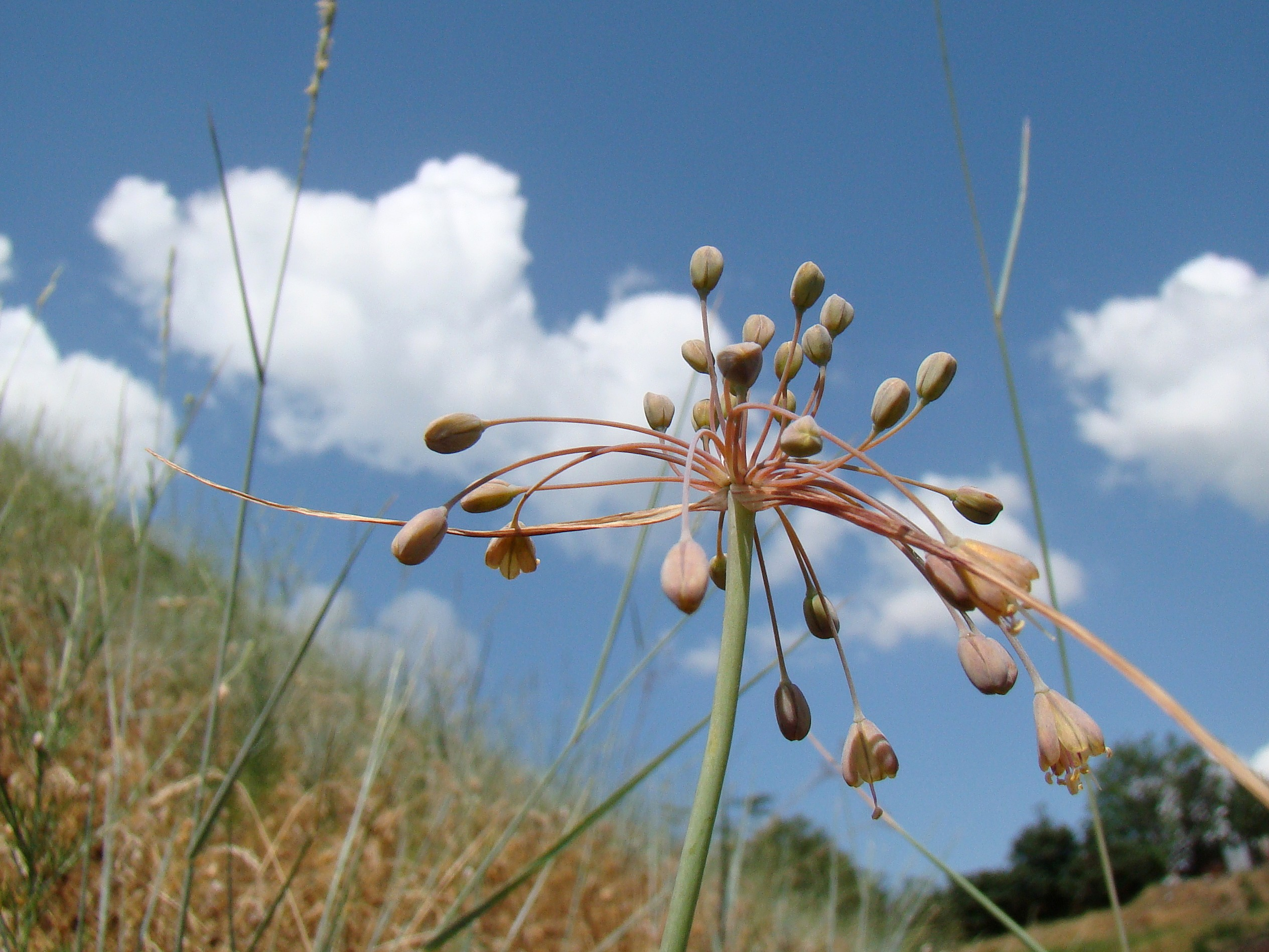
Лук Пачосского

  - Лук регелевский — Allium regelianum A. Beck. 2*
  - Лук круглоголовый — Allium sphaerocephalon L. 3 Лук круглоголовый

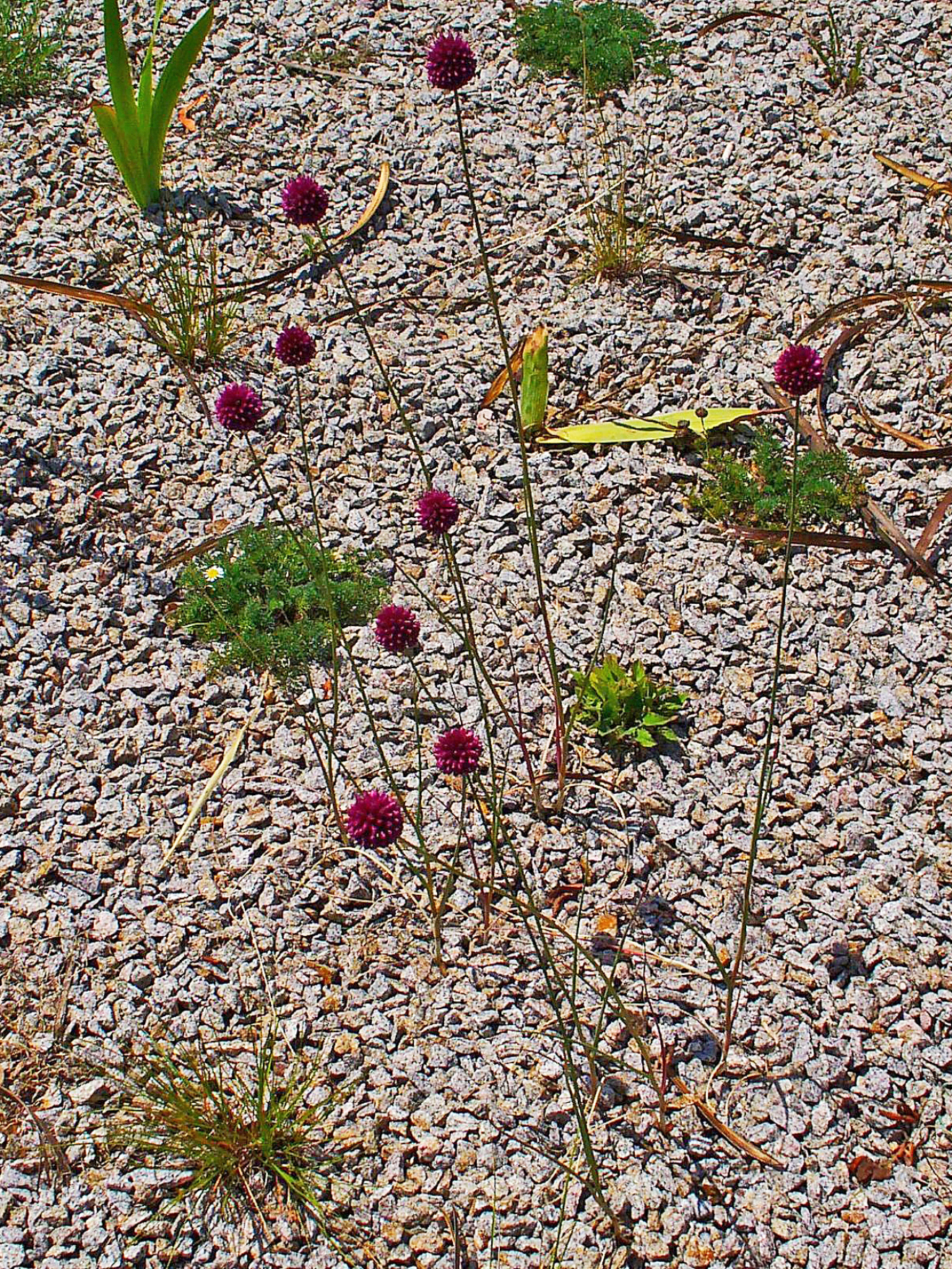
Лук круглоголовый

- Семейство Безвременниковые — Colchicaceae 
  - Безвременник яркий — Colchicum laetum Stev. 3*
- Семейство Осоковые — Cyperaceae 
  - Осока ржаная — Carex secalina Wahlenb. 2
  - Сыть бурая — Cyperus fuscus L. 2
  - Болотница маленькая — Eleocharis parvula (Roem. Schult.) 2
  - Ситничек паннонский — Juncellus pannonicus (Jacq.) Clarke 3
  - Ситничек поздний — Juncellus serotinus (Rottb.) Clarke 3
  - Сцирпоидес обыкновенный — Scirpoides holoschoenus (L.) Sojak 3
  - Камыш Ипполита — Scirpus hippolyti V. Krecz. 4
  - Камыш казахстанский — Scirpus kasachstanicus Dobroch. 4
  - Торулиниум кавказский — Torulinium caucasicum Palla 2
- Семейство Водокрасовые — Hydrocharitaceae 
  - Водокрас обыкновенный — Hydrocharis morsus-ranae L. 3 Водокрас обыкновенный
- Семейство Ирисовые — Iridaceae 

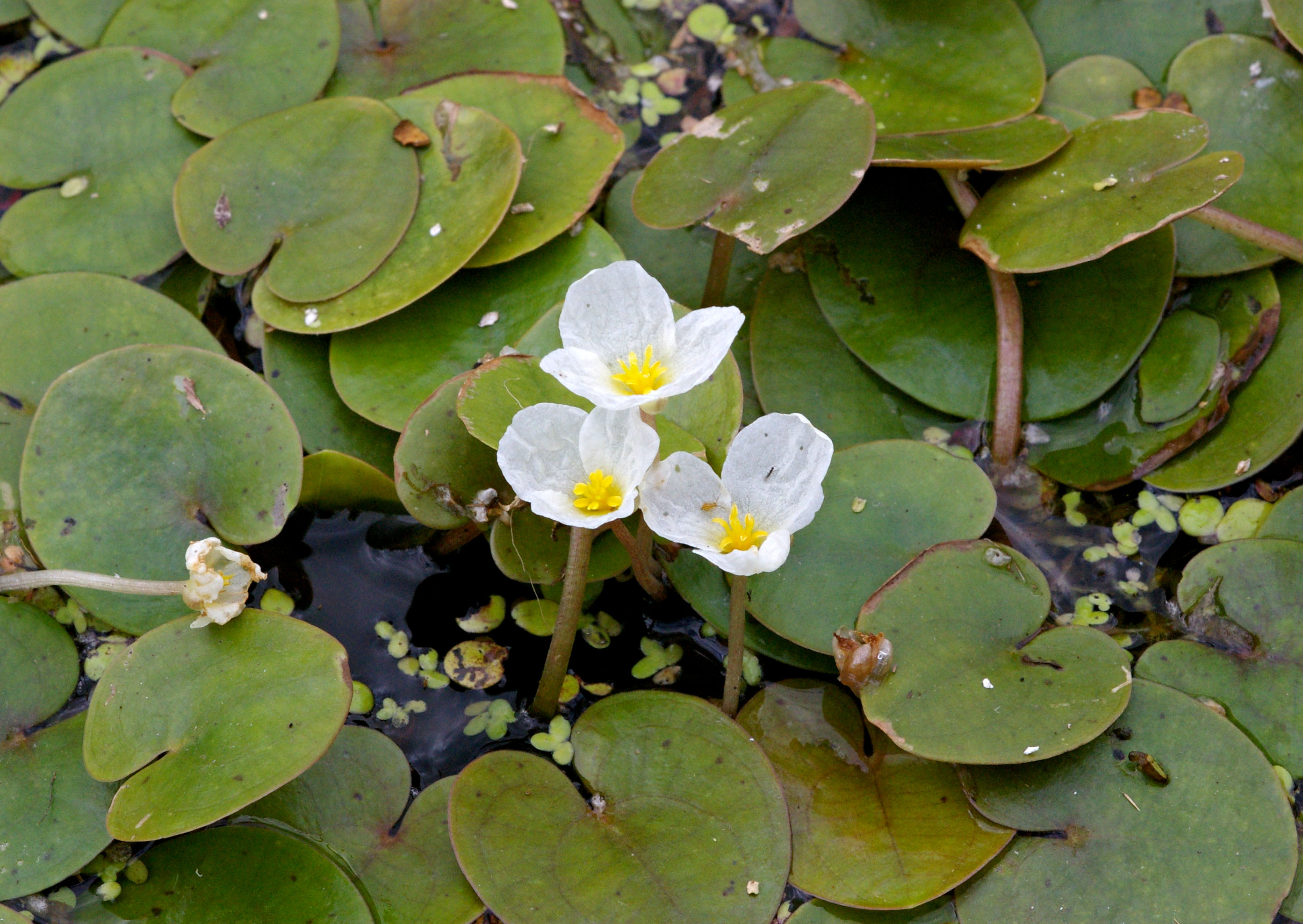
Водокрас обыкновенный

  - Ирис солончаковый — Iris halophila Pall. 2
  - Ирис ненастоящий — Iris notha Bieb. 2*
  - Ирис жёлтый — Iris pseudacorus L. 3
  - Ирис ложноненастоящий — Iris pseudonotha Galushko 2
  - Ирис карликовый — Iris pumilla L. s. l. 2*
  - Ирис кожистый — Iris scariosa Willd. ex Link 3*
  - Ирис тонколистный — Iris tenuifolia Pall. 2 Ирис тонколистный
- Семейство Ситниковые — Juncaceae 

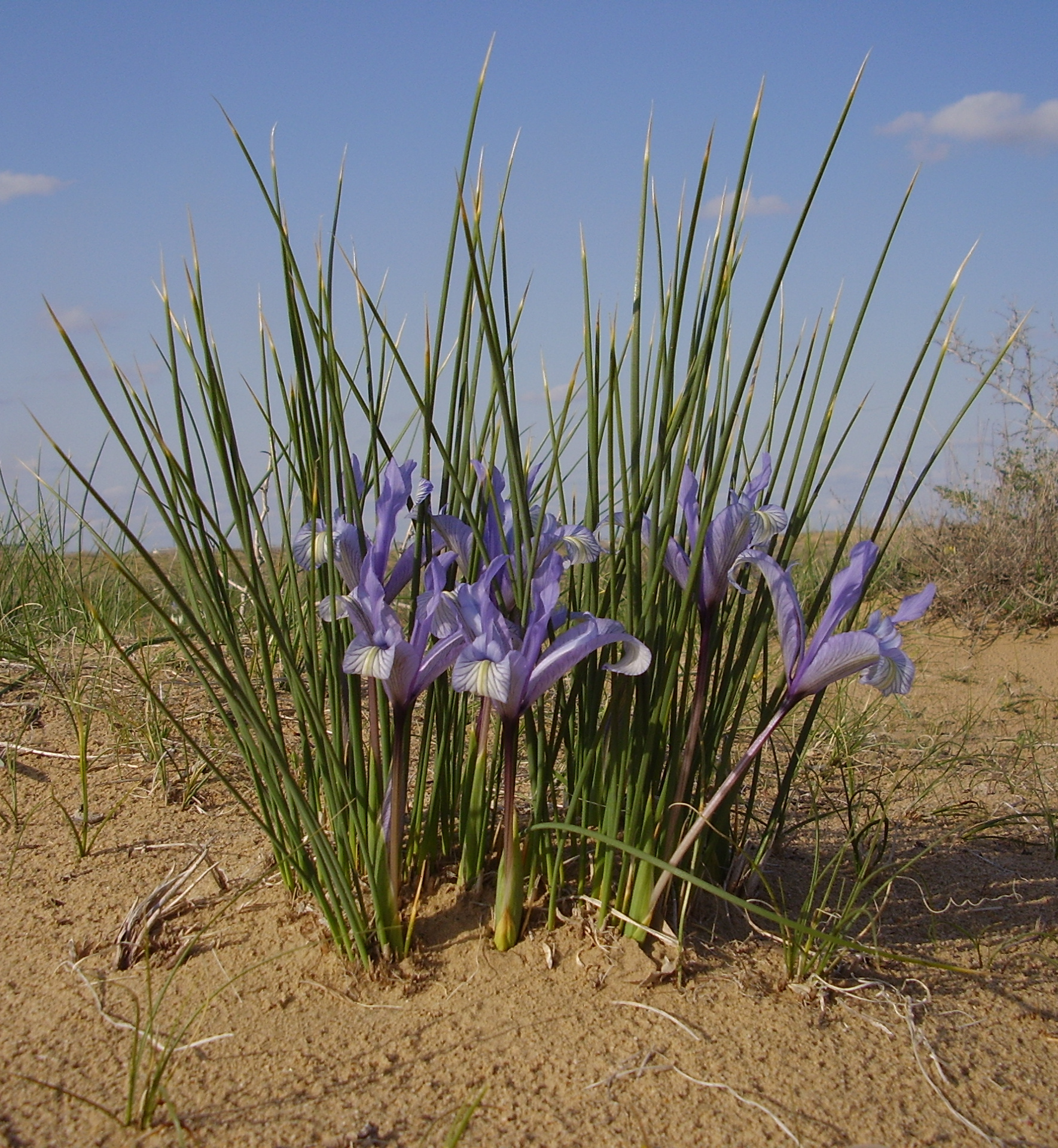
Ирис тонколистный

  - Ожика равнинная — Luzula campestris (L.) DC. 3
  - Триостренник морской — Triglochin maritimum L 3
- Семейство Лилейные — Liliaceae 
  - Беллевалия сарматская — Bellevalia sarmatica (Pall. ex Georgi) Voronow 2*
  - Рябчик шахматный — Fritillaria meleagris L. 3
  - Гусиный лук Артемчука — Gagea artemcszukii A. Krasnova 2
  - Гусиный лук луковичный — Gagea bulbifera (Pall.) Salisb. 3
  - Птицемлечник Фишера — Ornithogallum fischeranum Krasch. 2
  - Птицемлечник Коха — Ornithogallum kochii Parl. 3
  - Тюльпан Биберштейна — Tulipa biebersteiniana Schult. et Schult. fil. 3
  - Тюльпан двуцветковый — Tulipa biflora Pall. 3
  - Тюльпан Геснера (т. Шренка) — Tulipa gesneriana L. (T. schrenkii Regel) 2* Тюльпан Геснера (Шренка)
- Семейство Наядовые — Najadaceae 

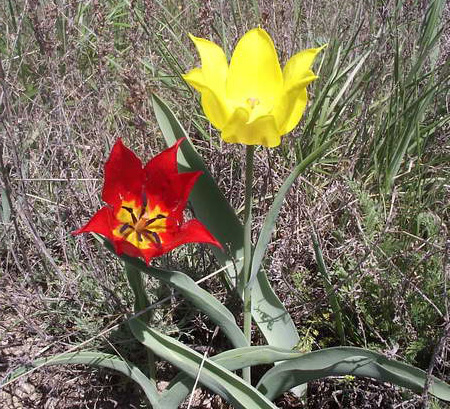
Тюльпан Геснера (Шренка)

  - Каулиния малая — Caulinia minor (All.) Coss. et Germ. 2
- Семейство Орхидные — Orchidiacea 
  - Ятрышник болотный — Orchis palustris Jacq. s.l. 1*
- Семейство Злаковые — Poaceae 
  - Лисохвост тростниковый — Alopecurus arundinaceus Poir. 3
  - Бородач кавказский — Bothriochloa caucasica (Trin.) C.E. Hubb. 3
  - Катаброзелля низкая — Catabrosella humilis (Bieb.) Tzvel. 3
  - Змеёвка болгарская — Cleistogenes bulgarica (Bornm.) Keng 3
  - Скрытница колючая — Crypsis aculeata (L.) Ait. 2
  - Скрытница камышевидная — Crypsis schoenoides (L.) Lam 3
  - Двутычинница двутычинковая — Diandrochloa diarrhena (Schult. et Schult. fil.) A.N. Henry 2*
  - Пырей ковылелистный — Elytrigia stipifolia (Czern. ex Nevski) Nevski 2*
  - Зубровка ползучая — Hierochloe repens (Host) Beauv. 2
  - Императа цилиндрическая — Imperata cylindrica (L.) Raeusch. 2
  - Перловник транссильванский — Melica transsilvanica Schur 3
  - Мятлик боровой — Poa nemoralis L. 2
  - Ковыль каспийский — Stipa caspia C. Koch 3 Ковыль перистый

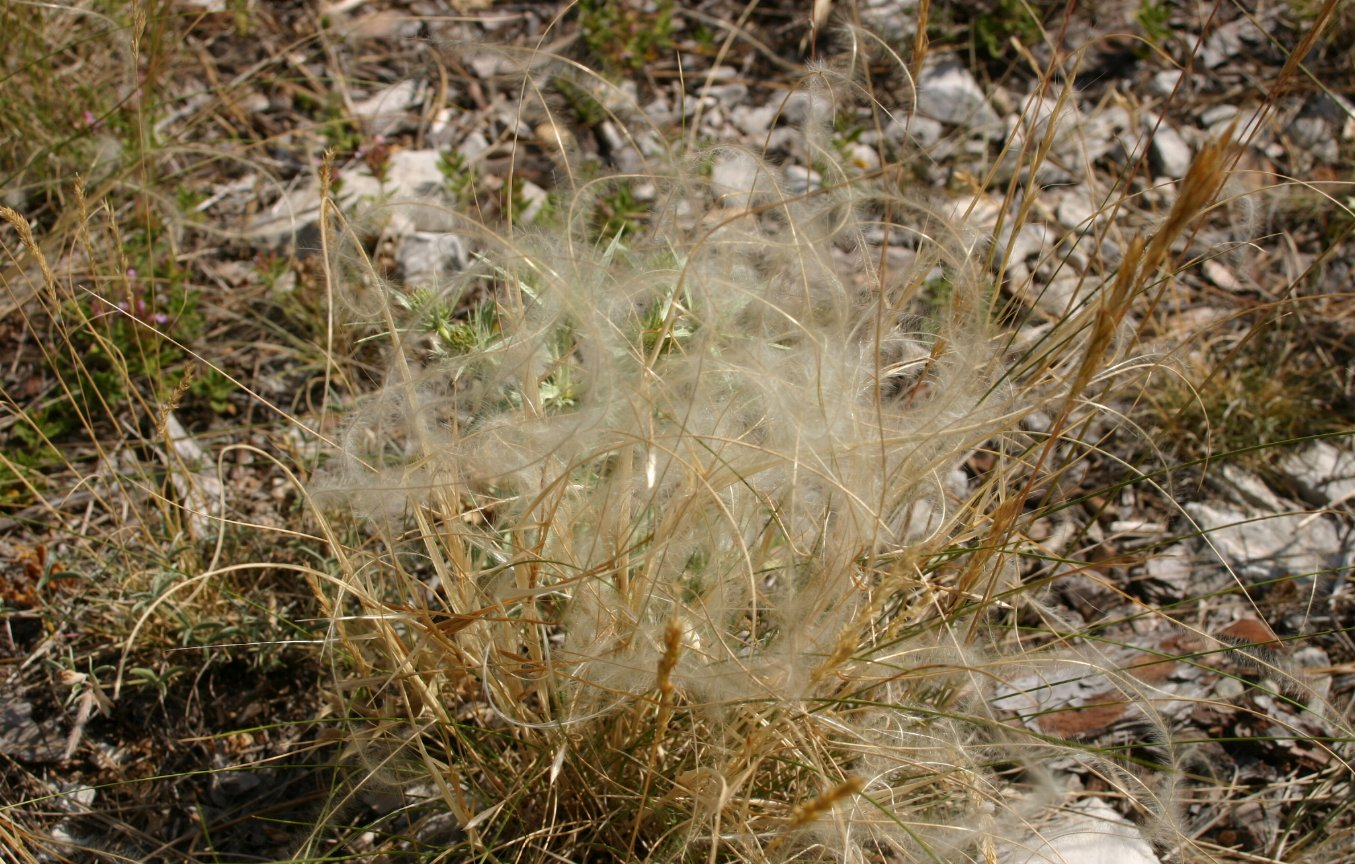
Ковыль перистый

  - Ковыль перистый — Stipa pennata L. s. str. 2*
  - Ковыль красивейший — Stipa pulcherrima C. Koch 2*
  - Ковыль украинский — Stipa ucrainica P. Smirn. 3
  - Ковыль Залесского — Stipa zalesskii Wilensky 2*
  - Селин перистый — Stipagrostis pennata (Trin.) de Winter 2
  - Цингерия Биберштейна — Zingeria biebersteiniana (Claus) P. Smirn. 2*
- Семейство Рдестовые — Potamogetonaceae 
  - Рдест сарматский — Potamogeton sarmaticus Maemets 3
- Семейство Ежеголовниковые — Sparganiaceae 
  - Ежеголовник всплывший — Sparganium emersum Rehm. 3
- Семейство Рогозовые — Typhaceae 
  - Рогоз Лаксмана — Typha laxmannii Lepechin 3
- Семейство Занникелиевые — Zannichelliaceae 
  - Алтения нителистная — Althenia filiformis F. Petit 2
  - Занникелия Клауса — Zannichellia clausii Tzvel. 3

### Класс Двудольные
- Семейство Сельдерейные (Зонтичные) — Apiaceae 
  - Володушка круглолистная — Bupleurum rotundifolia L. 3
  - Бутень Прескотта — Chaerophyllum prescottii DC. 3
  - Элеостикта жёлтая — Elaeosticta lutea Hopfm. Kljuykov, M. Pimen. et V. Tichomirov 3
  - Пушистоспайник длиннолистный — Eriosynaphe longifolia (Fisch. ex Spreng.) DC. 2 (2)
  - Ферула каспийская — Ferula caspica Bieb. 3
- Семейство Кутровые — Apocynaceae 
  - Кендырь сарматский — Trachomitum sarmatiense Woodson 3
- Семейство Кирказоновые — Aristolochiaceae 
  - Кирказон ломоносовидный — Aristolochia clematitis L. 3
- Семейство Ластовневые — Asclepiadaceae 
  - Ластовень вьющийся — Vincetoxicum scandens Somm. et Levier. 3
- Семейство Астровые (Сложноцветные) — Asteraceae 
  - Полынь сизая — Artemisia glauca Pall. ex Willd. 3
  - Полынь непахучая — Artemisia inodora Bieb. 2
  - Полынь солянковидная — Artemisia salsoloides Willd. 3 (3)
  - Василёк солончаковый — Centaurea halophylla (Socz. et Lipat.) 3
  - Василёк Талиева — Centaurea taliewii Kleop. 2 (2)
  - Девясил каспийский — Inula caspica Blum ex Ledeb. 3
  - Девясил высокий — Inula helenium (Socz. et Lipat.) 3
  - Наголоватка васильковая — Jurinea cyanoides (L.) Reichenb. 2
  - Козелец клубненосный — Scorzonera tuberosa Pall. 3
  - Стеммаканта серпуховидная — Stemmacantha serratuloides (Georgi) M. Ditrch 3
  - Сухоцвет однолетний — Xeranthemum annuum L. 3
- Семейство Бурачниковые — Boraginaceae 
  - Чернокорень лекарственный — Cynoglossum officinale L. 3
  - Нонея каспийская — Nonea caspica (Willd.) G. Don fil. 3
  - Риндера четырёхщитковая — Rindera tetraspis Pall. 2
- Семейство Капустные (Крестоцветные) — Brassicaceae 
  - Катран шершавый — Crambe aspera Bieb. 3
  - Катран коктебельский — Crambe koktebelica (Junge) N. Busch 2 (2)
  - Катран татарский — Crambe tatarica Sebeok 3
- Семейство Колокольчиковые — Campanulaceae 
  - Колокольчик болонский — Campanula boloniensis L. 3
  - Колокольчик рапунцелевидный — Campanula rapunculoides L. 3
- Семейство Гвоздичные — Caryophyllaceae 
  - Гвоздика узколепестная — Dianthus leptopetalus Willd. 3
  - Гвоздика изменчивая — Dianthus polymorphus Bieb. 3
  - Качим элегантный — Gypsophila elegans Bieb. 3
  - Грыжник Бессера — Herniaria besseri Fisch. ex Hornem 3
  - Грыжник многобрачный — Herniaria polygama J. Gay 3
  - Смолёвка поникающая — Silene nutans L. 3
  - Оберна лежачая — Oberna procumbens (Murr.) Ikonn. 3
- Семейство Роголистниковые — Ceratophyllaceae 
  - Роголистник донской — Caratophyllum tanaiticum Sapjeg. 4 (4)
- Семейство Вьюнковые — Convolvulaceae 
  - Повой заборный — Calystegia sepium (L.) R. Br. 3
- Семейство Ворсянковые — Dipsacaceae 
  - Ворсянка разрезная — Dipsacus laciniatus L. 3
  - Скабиоза исетская — Scabiosa isetensis L. 2
- Семейство Повойниковые — Elatinaceae 
  - Повойник венгерский — Elatine hungarica Moesz. 3
- Семейство Молочайные — Euphorbiaceae 
  - Молочай хрящеватый — Euphorbia glareosa Pall. ex Bieb. 3
  - Молочай ранний — Euphorbia praecox (Fisch. ex Boiss.) Fedtsch. et Fler. 3
  - Молочай донской — Euphorbia tanaitica Pacz. 4
  - Молочай волнистый — Euphorbia undulata Bieb. 3
- Семейство Бобовые — Fabaceae 
  - Астрагал белостебельный — Astragalus albicaulis DC. 2
  - Астрагал коротколопастный — Astragalus brachylobus DC. 3
  - Астрагал чашечный — Astragalus calycinus Bieb. 3
  - Астрагал рогоплодный — Astragalus cornutus Pall. 2
  - Астрагал шерстистоцветковый — Astragalus dasyanthus Pall. 2 Астрагал шерстистоцветковый

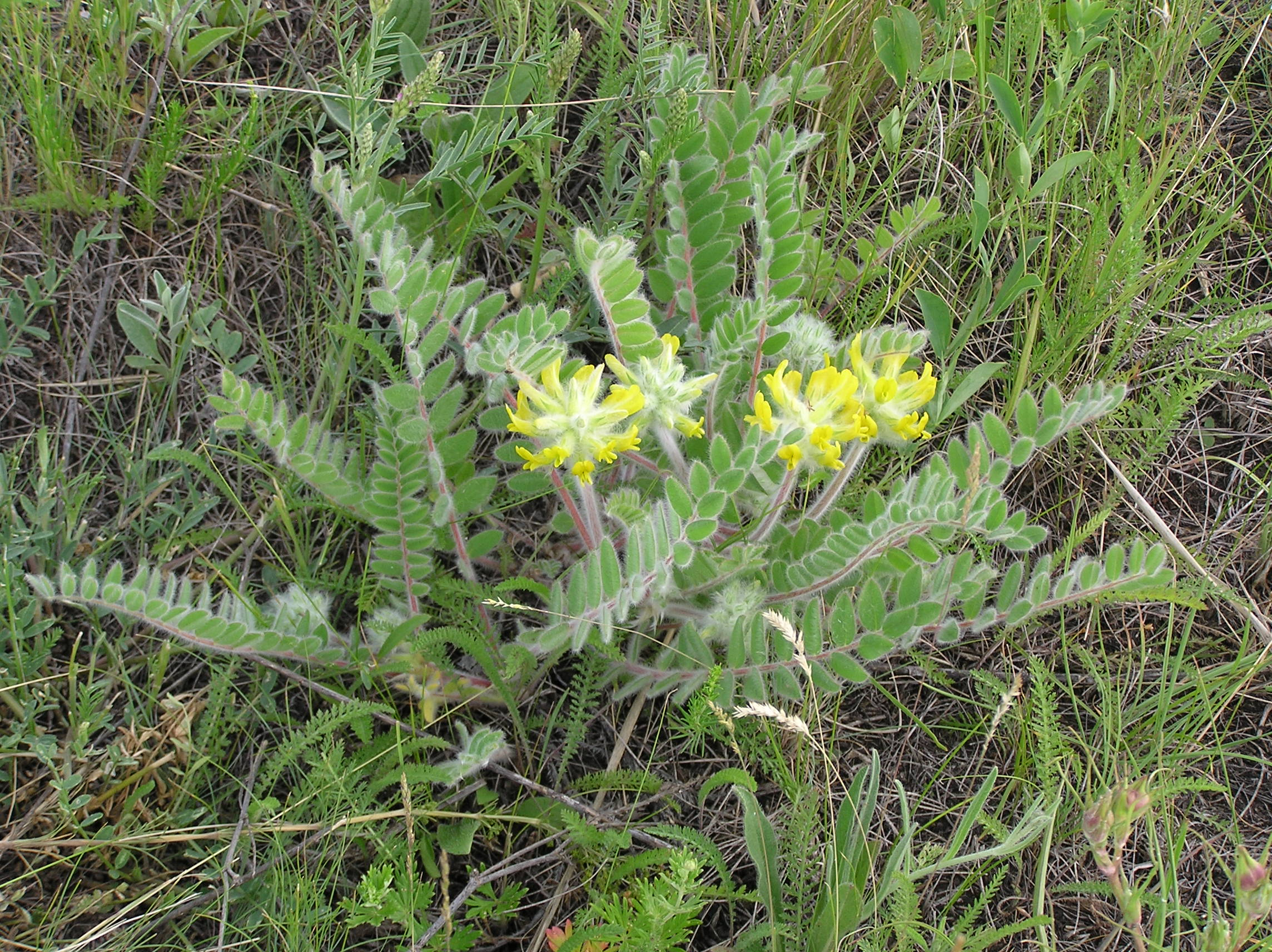
Астрагал шерстистоцветковый

  - Астрагал ергенинский — Astragalus ergenensis Kamelin et Sytin 3
  - Астрагал Хеннинга — Astragalus henningii (Stev.) Boriss. 2
  - Астрагал мохнатолистный — Astragalus lasiophyllus Ledeb. 2
  - Астрагал длинноцветковый — Astragalus longipetalus Chater 3
  - Майкараган волжский — Calophaca wolgarica (L.fil.) Fisch. ex DC. 2*
  - Копеечник крупноцветковый — Hedysarum grandiflorum Pall. 3*
- Семейство Дымянковые — Fumariaceae 
  - Дымянка Шлейхера — Fumaria schleicheri Soy. — Willem. 3
- Семейство Горечавковые — Gentianaceae 
  - Золототысячник красивый — Centaurium pulchellum (Sw.) Druce 3
- Семейство Гераниевые — Geraniaceae 
  - Журавельник Гефта — Erodium hoefftianum C.A. Mey. 3
  - Герань холмовая — Geranium collinum Steph. 3
  - Герань линейнолопастная — Geranium linearilobum DC. 3
- Семейство Зверобойные — Hypericaceae 
  - Зверобой изящный — Hypericum elegans Steph. 3
- Семейство Яснотковые — Lamiaceae 
  - Молюцелла гладкая — Moluccella laevis L. 3
  - Душица обыкновенная — Origanum vulgare L. 3 Душица обыкновенная (соцветие)

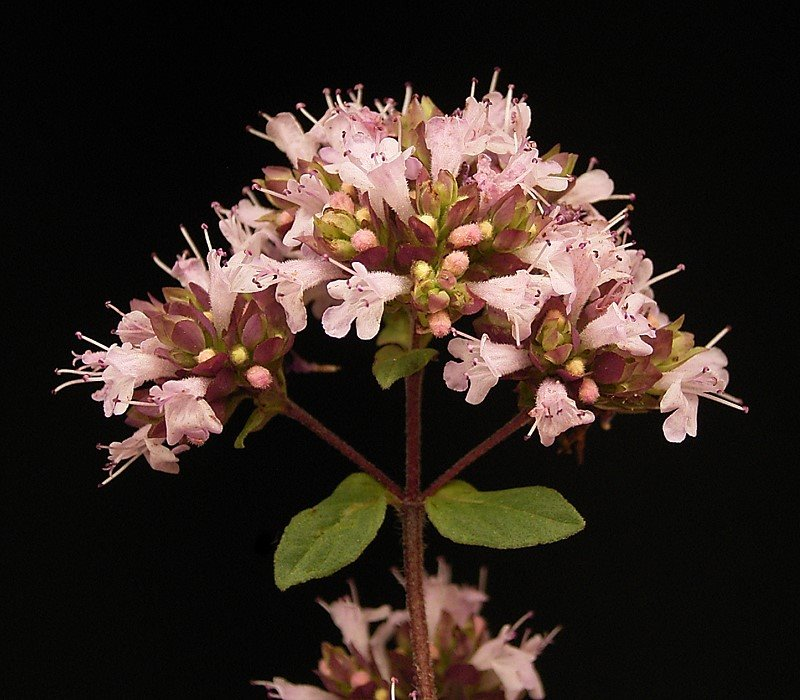
Душица обыкновенная (соцветие)

  - Шалфей поникающий — Salvia nutans L. 3
  - Чабрец Палласа — Thymus pallasianus H. Br. 3
  - Зизифора таврическая — Ziziphora taurica Bieb. 3
- Семейство Пузырчатковые — Lentibulariaceae 
  - Пузырчатка обыкновенная — Utricullaria vulgaris L. 2
- Семейство Кермековые — Limoniaceae 
  - Гониолимон Бессера — Goniolimon besserianum (Schult.) Kuzn. 3
  - Кермек широколистный — Limonium platyphyllum Lincz. 3
  - Кермек кустарниковый — Limonium suffruticosum (L.) O. Kuntze 3
- Семейство Мальвовые — Malvaceae 
  - Канатник Теофраста — Abutilon theophrasti Medik. 3
  - Алтей лекарственный — Althaea officinalis L. 3 Алтей лекарственный

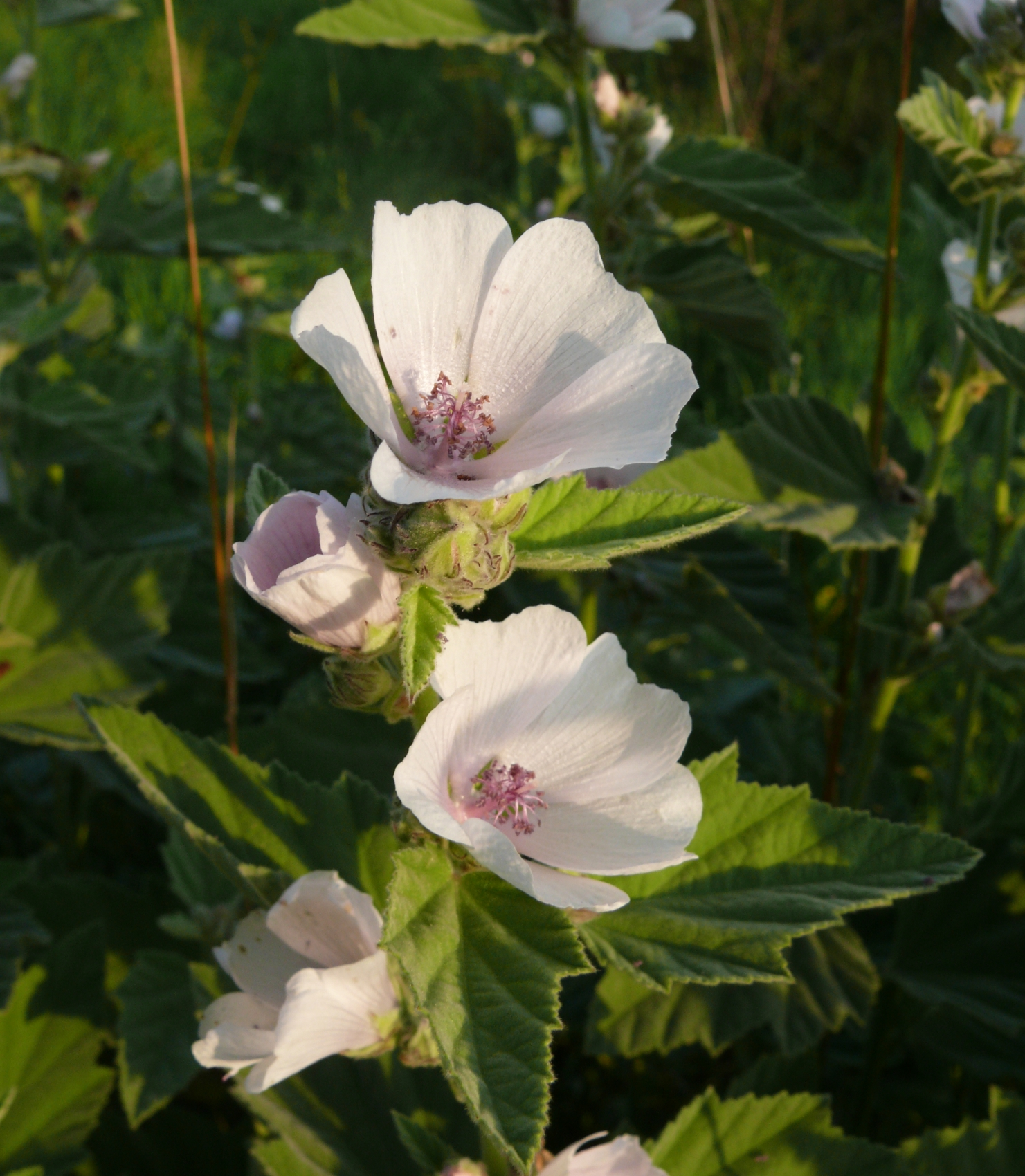
Алтей лекарственный

- Семейство Лотосовые — Nelumbonaceae 
  - Лотос каспийский — Nelumbo caspica (DC.) Fisch. (2)
- Семейство Селитрянковые — Nitrariaceae 
  - Селитрянка Шобера — Nitraria schoberi L. 3
- Семейство Кувшинковые — Nymphaeaceae 
  - Кубышка жёлтая — Nyphar lutea (L.) Smith 3
- Семейство Онагровые — Onagraceae 
  - Кипрейник мелкоцветковый — Epilobium parviflorum Schreb. 3
- Семейство Пионовые — Paeoniaceae 
  - Пион тонколистный — Paeonia tenuifolia L. — 3* Пион тонколистный
- Семейство Маковые — Papaveraceae 

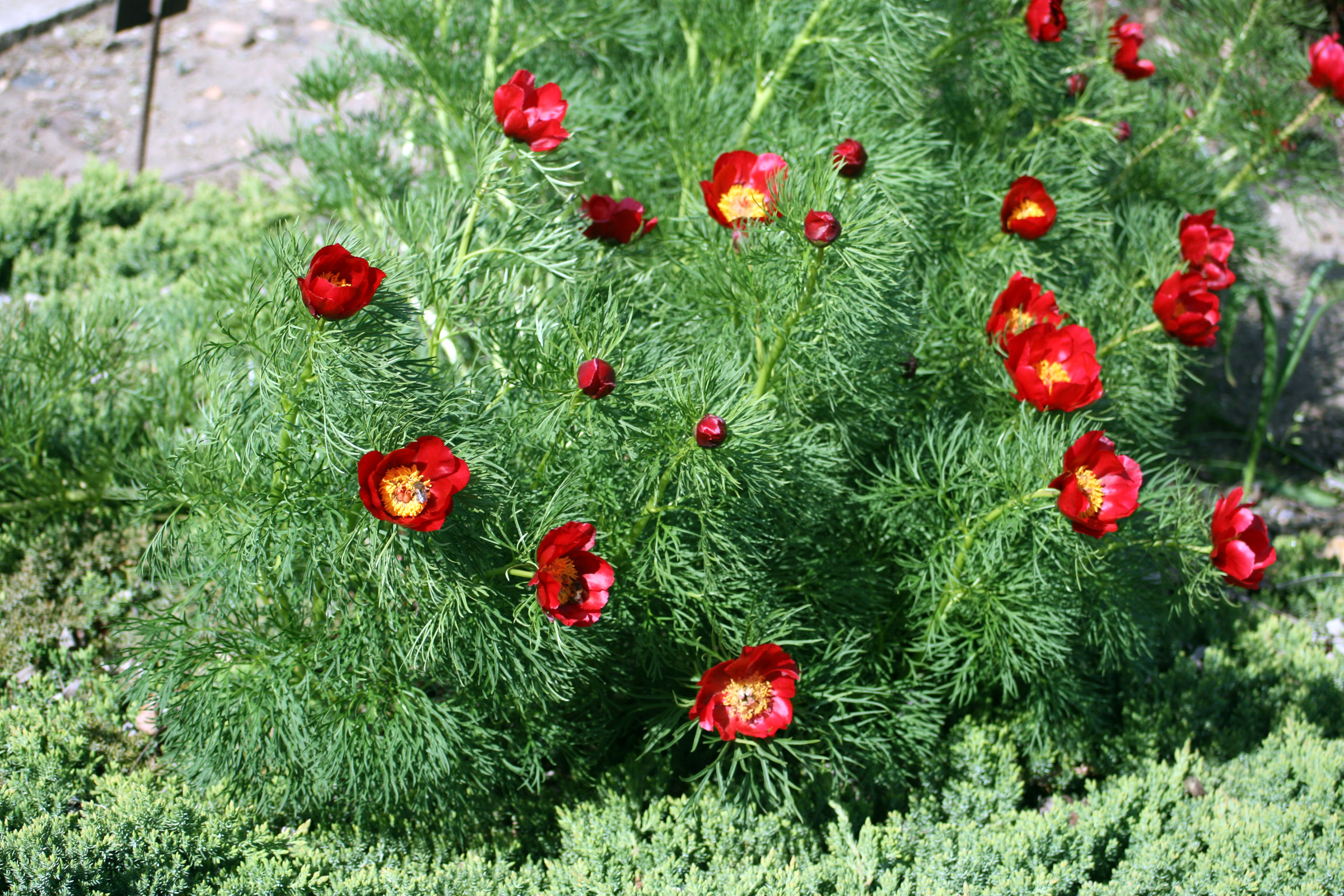
Пион тонколистный

  - Гляуциум (мачок) рогатый — Glaucium corniculatum (L.) J. Rudolph 3
  - Гипекоум повислый — Hypecoum pendulum L. 3
  - Мак песчаный — Papaver arenarium Bieb. 3
- Семейство Гречишные — Polygonaceae 
  - Курчавка шиповатая — Atraphaxis spinosa L. 3
- Семейство Лютиковые — Ranunculaceae 
  - Горицвет летний — Adonis aestivalis L. — 3
  - Бушия бокоцветная — Buschia lateriflora (DC.) Ovcz. 3
  - Живокость пунцовая — Delphinium puniceum Pall. 2*
- Семейство Резедовые — Resedaceae 
  - Резеда жёлтая — Reseda lutea L. 3
- Семейство Розовые — Rosaceae 
  - Миндаль дикий — Amygdalus nana L. 3
  - Вишня кустарниковая — Cerasus fruticosa Pall. 3 Вишня степная или кустарниковая

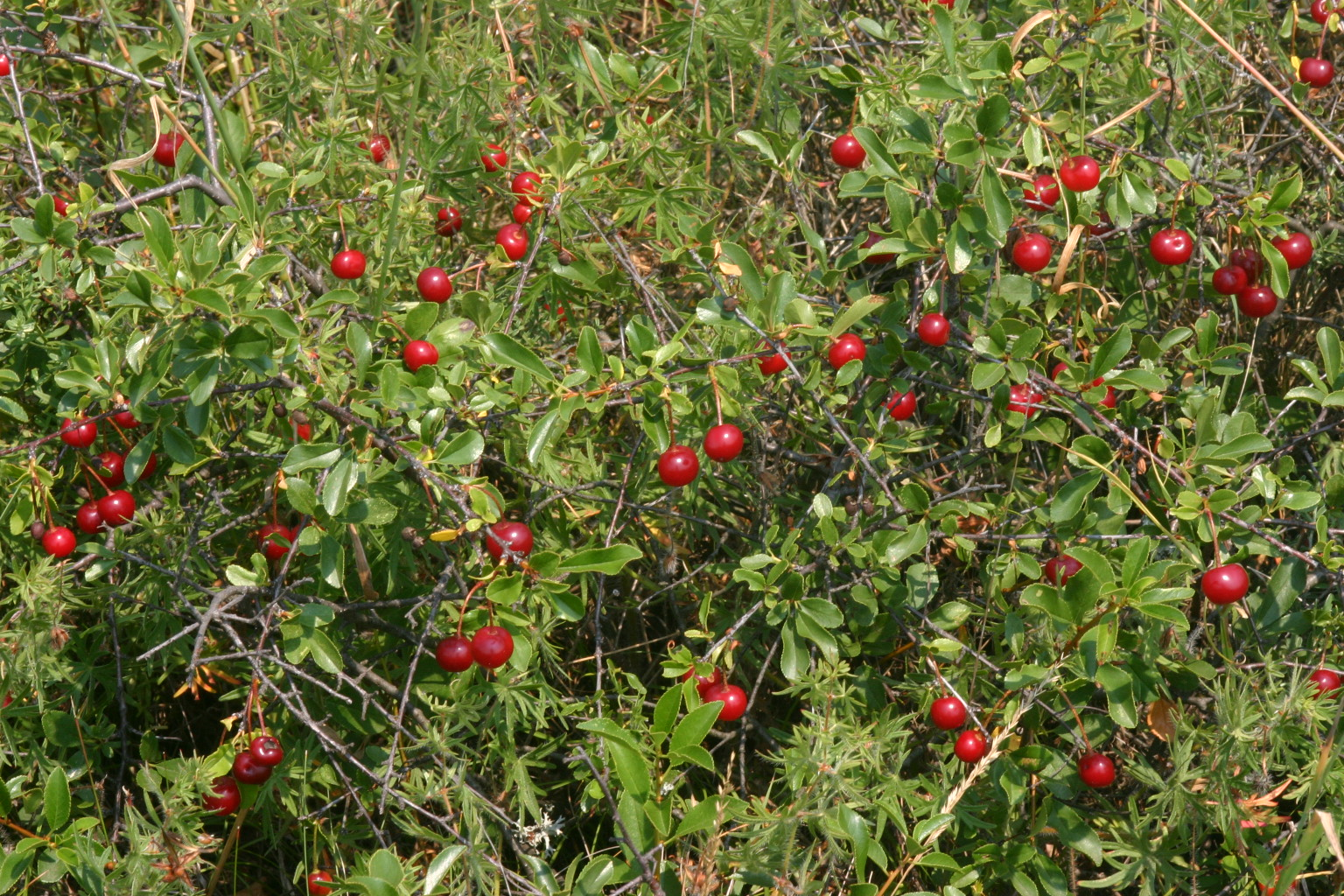
Вишня степная или кустарниковая

  - Боярышник однопестичный — Crataegus monogyna Jacq. 3
  - Лапчатка астраханская — Potentilla astrachanica Jacq. 3
- Семейство Руппиевые — Ruppiaceae 
  - Рупия трапанинская — Ruppia drepanensis Tineo 3
- Семейство Норичниковые — Scrophulariaceae 
  - Льнянка крупнохвостая — Linaria macroura (Bieb.) Bieb. 3
  - Норичник узловатый — Scrophularia nodosa L. 3
  - Вероника длиннолистная — Veronica longifolia L. 3
  - Вероника колосистая — Veronica spicata L. 3
- Семейство Ягодковые — Thymelaeaceae 
  - Тимелия воробьиная — Thymelaea passerina (L.) Coss. et Germ. 3
- Семейство Рогульниковые — Trapaceae 
  - Водяной орех (Рогульник) плавающий — Trapa natans L. (Fler.) 2 (2)
- Семейство Валериановые — Valerianaceae 
  - Валериана клубненосная — Valeriana tuberosa L. 3
  - Валериана волжская — Valeriana wolgensis Kazak. 3